# American Journal of Psychotherapy
American Journal of Psychotherapy est la revue scientifique de l'Association for the Advancement of Psychotherapy. Elle est diffusée quatre fois par an depuis 1939.